# Iglesia de San Ginés (Villabrágima)
La iglesia de San Ginés es un templo católico ubicado en la localidad de Villabrágima, Provincia de Valladolid (Castilla y León, España).

## Descripción
Construida en el siglo XVI, tiene una gran bóveda ovalada sobre el crucero, decorada con yeserías.
El retablo de la capilla mayor es una importante obra plateresca realizada por dos grandes maestros: Francisco Giralte a quien se le atribuye La Oración del Huerto y el Calvario; el otro maestro es desconocido y es el autor de la mayoría de los relieves.
Hay una pila bautismal gótica acompañada de un relieve renacentista hecho en alabastro.
Se realizó una rehabilitación integral de la iglesia, dirigida por los arquitectos Javier López de Uribe y Fernando Zaparaín, que obtuvo Diploma de la International Academy of Architecture en la Trienal Mundial de Arquitectura celebrada en Sofía, Bulgaria (Interarch 2000).

## Galería

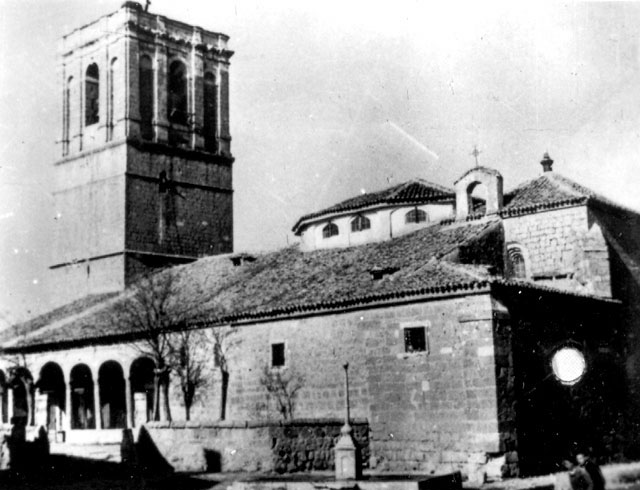
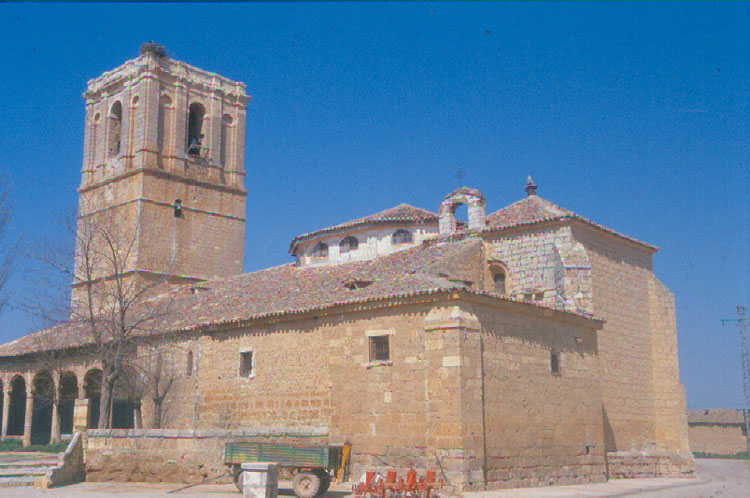
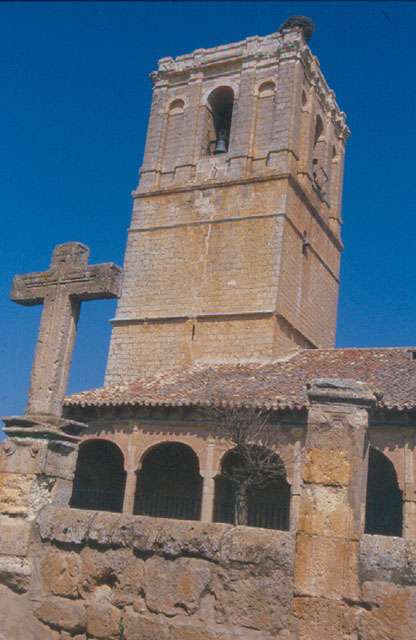
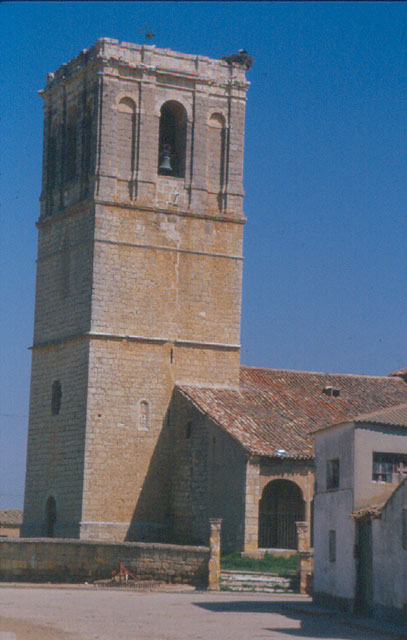
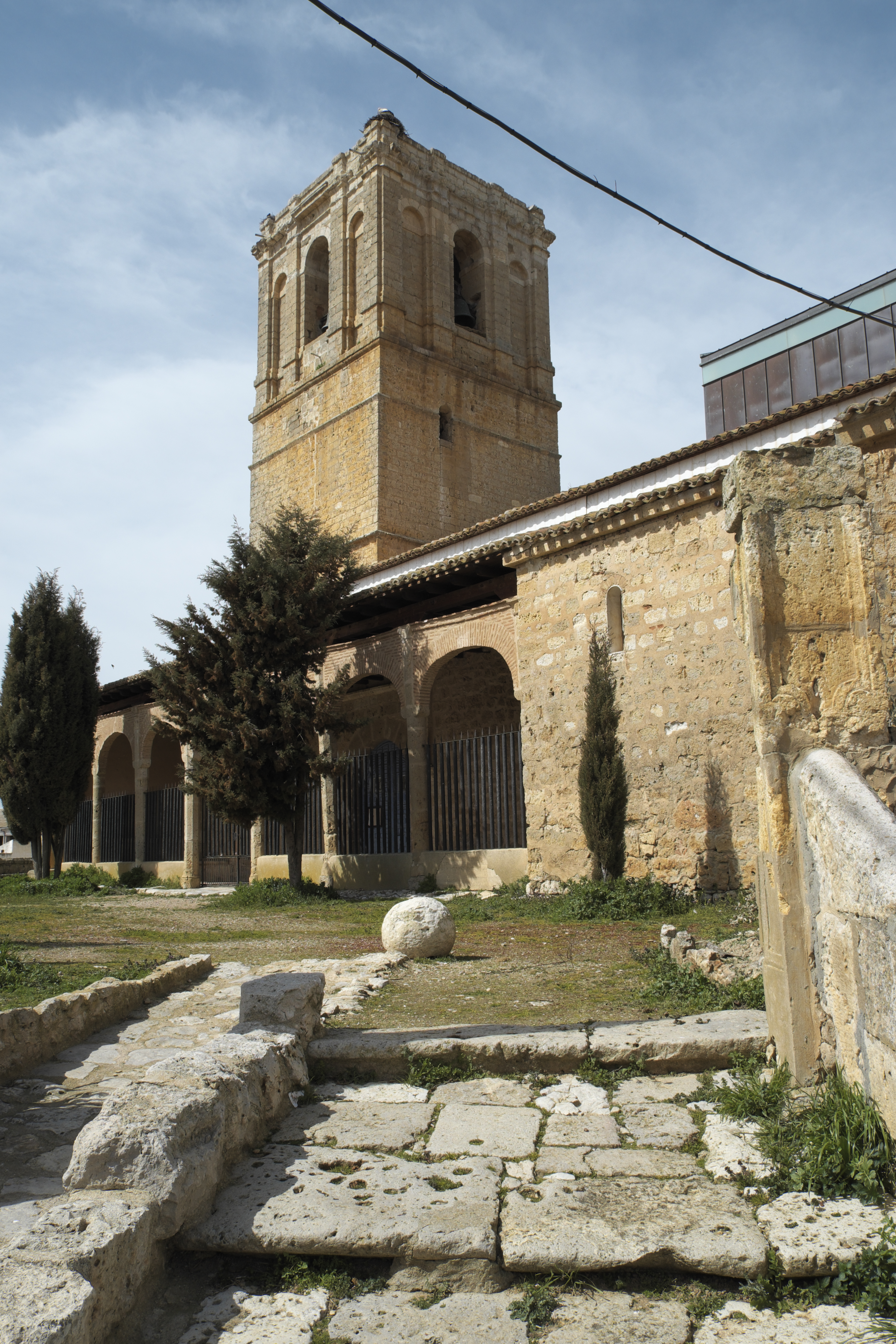
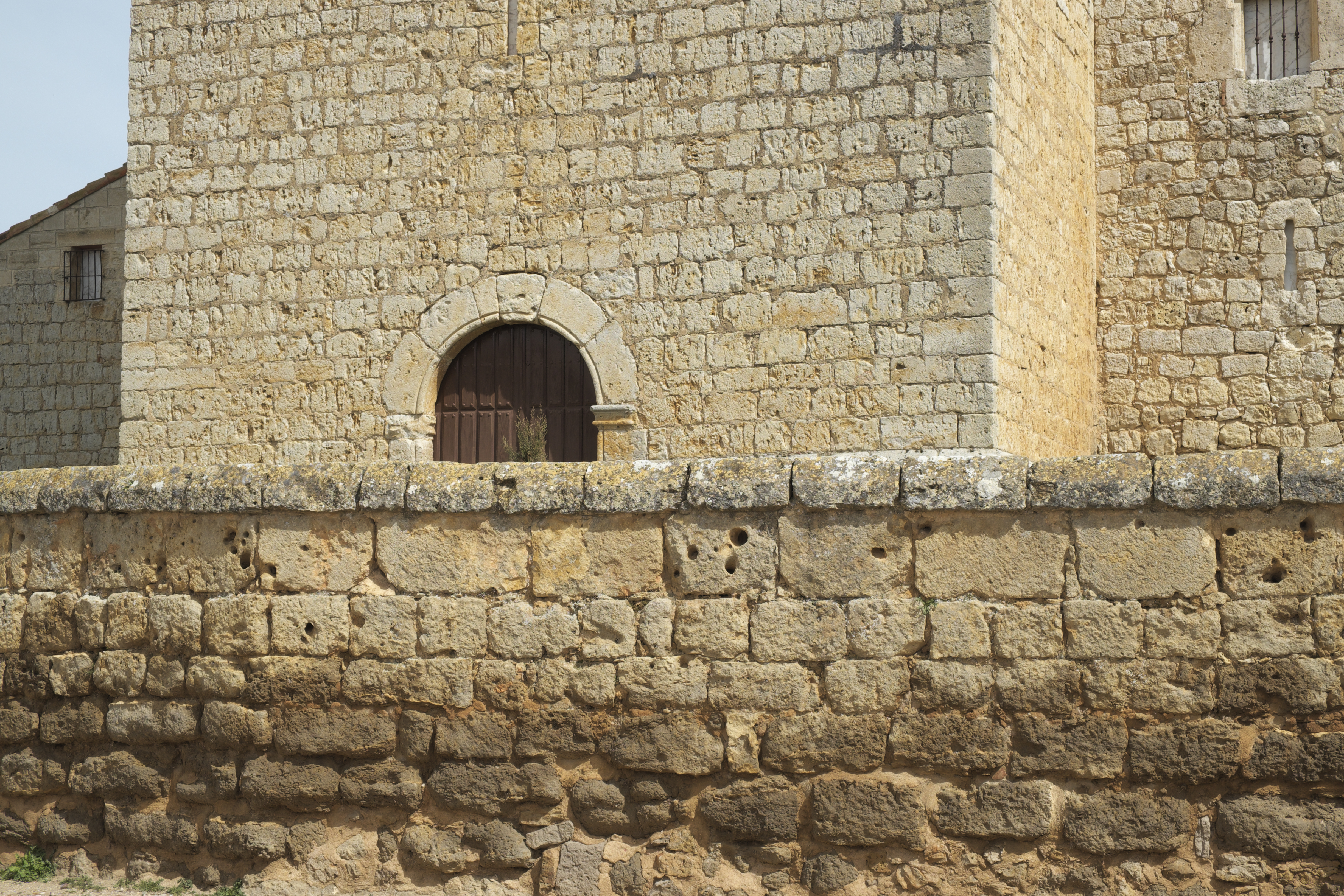
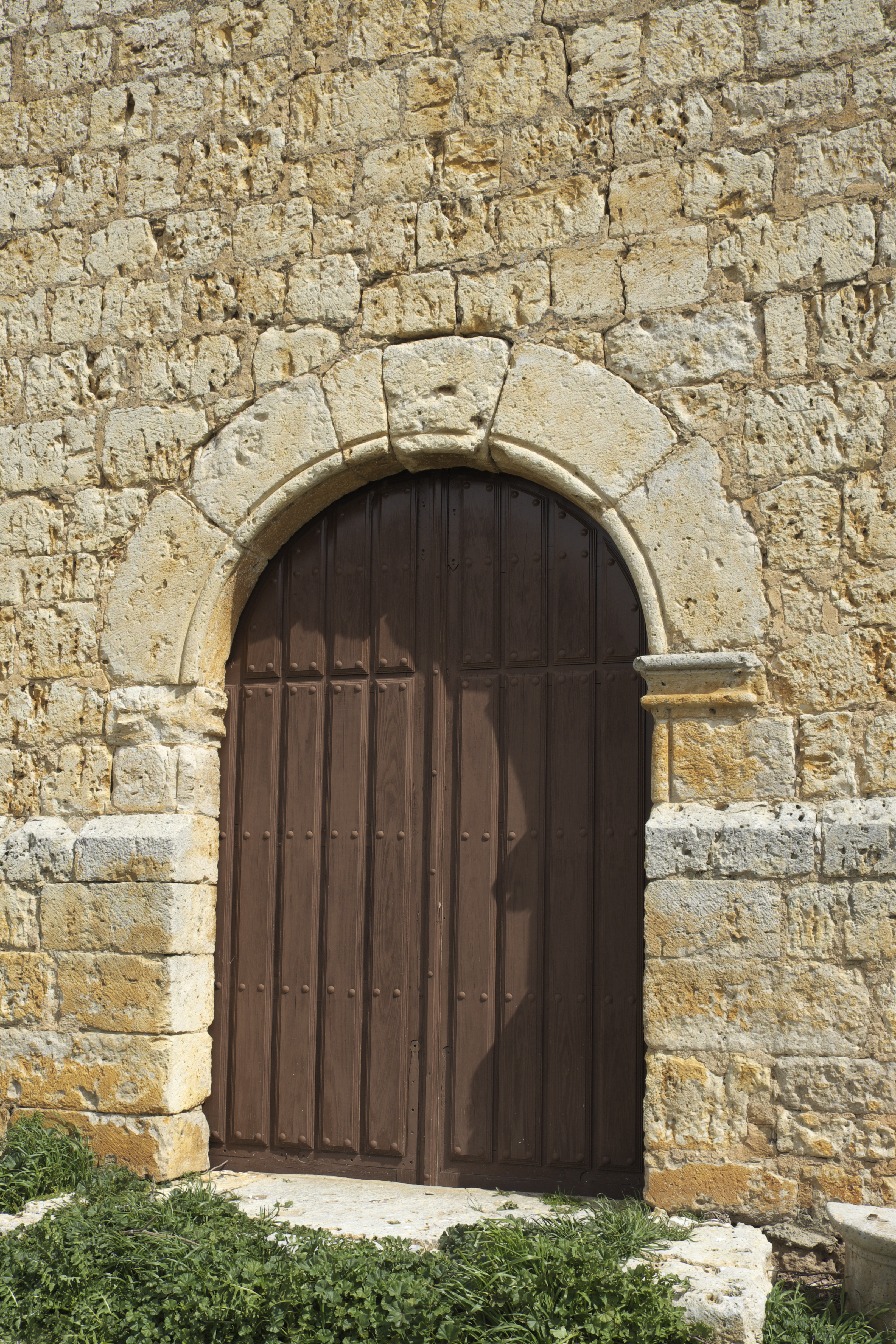